# Anemesia karatauvi
Espèce
Synonymes
- Brachythele karatauvi Andreeva, 1968

Anemesia karatauvi est une espèce d'araignées mygalomorphes de la famille des Cyrtaucheniidae.

## Distribution
Cette espèce est endémique du Tadjikistan.

## Description
Le mâle décrit par Zonstein en 2018 mesure 13,10 mm et la femelle 23,50 mm.

## Publication originale
- Andreeva, 1968 : Materialy po faune paukov Tadzikistana. III. Mygalomorphae. Doklady Akademii Nauk Tadzhikskoi SSR, vol. 11, p. 68-71.